# Valea Dragului
Valea Dragului is een Roemeense gemeente in het district Giurgiu.
Valea Dragului telt 2999 inwoners.